# مایکرویدس
مایکرویدس (انگلیسی: Microids) شرکت بازی ویدئویی فرانسوی است، که در سال ۱۹۸۵ توسط الیوت گراسیانو تأسیس شد.